# Château La Tour Blanche
Pour les articles homonymes, voir Tour Blanche (homonymie).
Le château La Tour Blanche, est un domaine viticole de l'appellation sauternes, dans le vignoble de Bordeaux. Il couvre 70 hectares, dont 40 sont plantés de vignes. Produisant principalement un vin blanc liquoreux, il a été classé en tête des premiers crus de sauternes lors de la classification officielle des vins de Bordeaux de 1855.
L'intégralité du vignoble devrait être certifié en agriculture biologique en 2023.

## Histoire

### Le domaine viticole

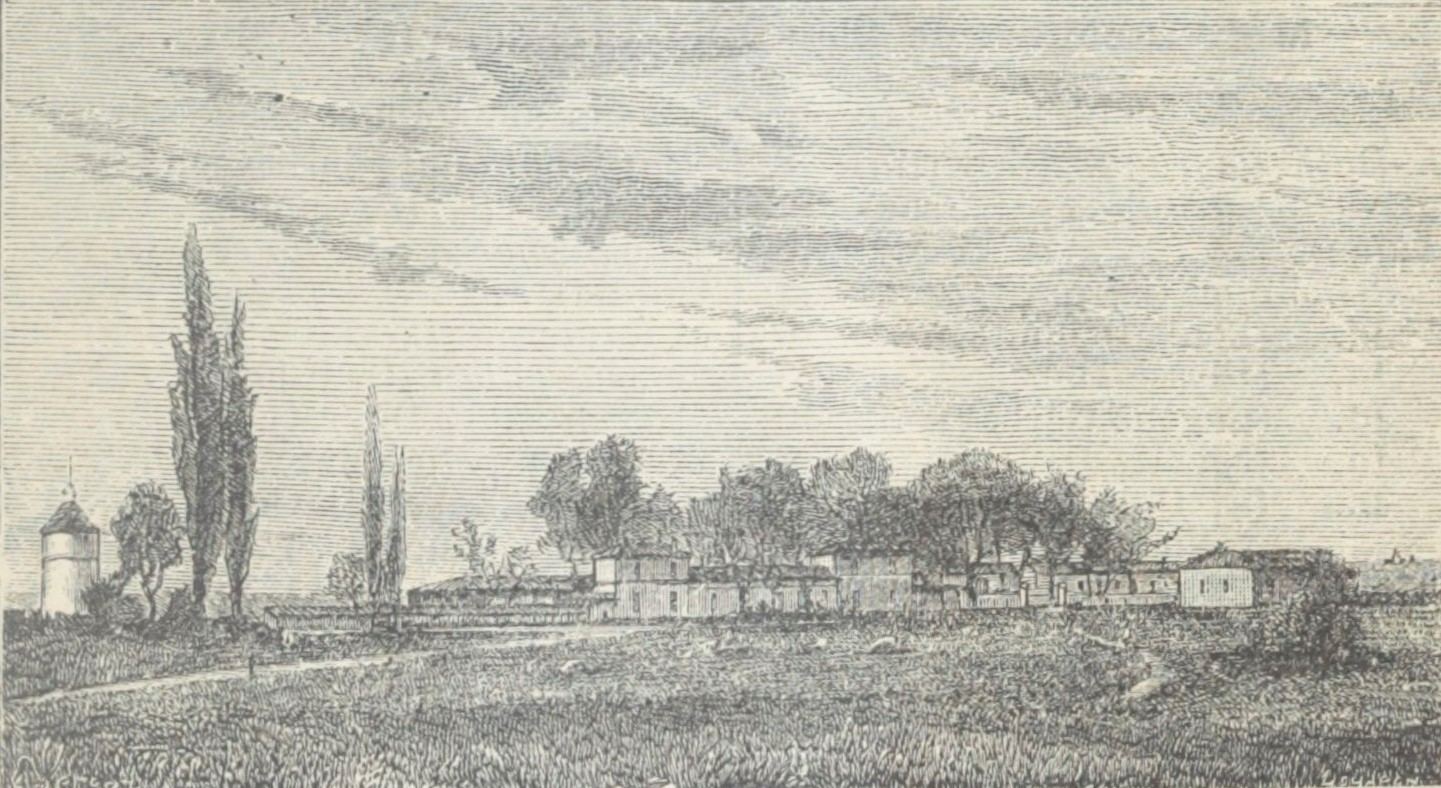
Illustration du Château La Tour Blanche en 1898.

Le nom du château, La Tour Blanche, vient du premier propriétaire du domaine, Monsieur de Latour Blanche, écuyer-conseiller au Parlement de Bordeaux. A la Révolution, en 1795, l'exploitation est reprise par Pierre Pécherie.
En 1815, le négociant d'origine allemande Frederic Focke lui succède à la tête de la propriété. Selon une légende, c'est lui qui découvre en 1836 des bienfaits du botrytis cinéréa. En étudiant les caractéristiques du terroir, il décide d’y appliquer la technique des vendanges tardives pratiquée dans son pays d’origine. Ainsi, grâce au soleil qui apparaît après la pluie, les conditions deviennent favorables au développement de la pourriture noble.
La Tour Blanche est distingué comme Premier Cru classé de sauternes à l'occasion de l'Exposition universelle de 1855. Napoléon III souhaite, en effet, y voir figurer les vins les plus méritants de Gironde.
A la mort de Frederic Focke en 1855, sa veuve Delphine gère le domaine de La Tour Blanche, puis le vend en 1862, elle le vend à ses neveux Georges Mermann (courtier) et Albert Capdeville (négociant). Ces dernier s'associent avec un agent de change, Hugues Godefroy, et un négociant bordelais, Paul Maître.

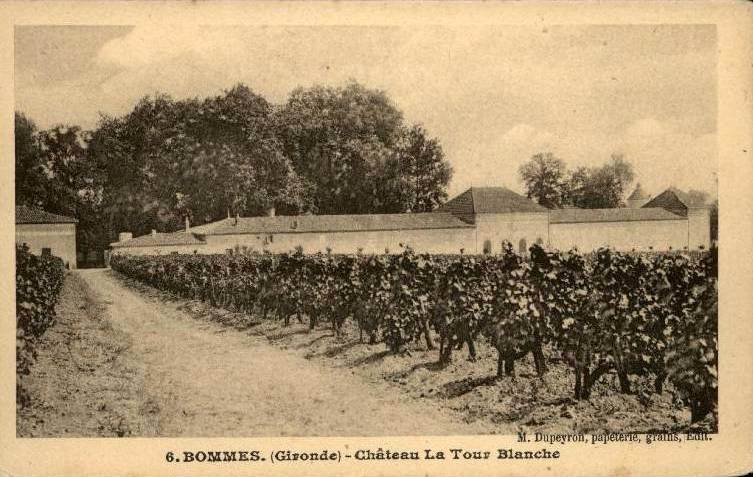
Le château vers 1900.

Acquis en 1876 par le financier Daniel Iffla, surnommé Osiris, la propriété de La Tour Blanche est léguée à l'État français à sa mort en 1907. Dans un codicille à son testament, il émit la volonté que soit créée sur le domaine une école de viticulture et de vinification. Le Ministère de l'Agriculture en devient propriétaire en 1909 et, selon les conditions fixées pour cette donation, dès 1911, une école saisonnière de viticulture et d'œnologie est ouverte aux enfants de la région.

### Le lycée professionnel
La Tour Blanche continue à la fois à produire un sauternes renommé, et à prodiguer un enseignement sous la forme d'un lycée professionnel agricole. Il faut toutefois, aujourd'hui, distinguer le château du lycée. En effet, seul le lycée reçoit une aide financière pour son fonctionnement. Le château agit lui comme un domaine viticole normal. C'est-à-dire qu'il y a systématiquement réinvestissement de la vente de la production dans le château.
Enfin, si les élèves du lycée apprennent les bases des métiers de la vigne et du vin, ils n'interviennent jamais dans la production du domaine. Elle reste sous l'entier contrôle du maître de chai.

### Démarche écologique et certifications
En 2010, l'exploitation décide de travailler en bio les parties du vignoble qui étaient aux abords des habitations et plus particulièrement celles qui étaient proches du lycée. En 2011, elle s'engage dans le SME (Système de Management Environnemental). En 2014, elle est certifiée HVE 3 (Haute Valeur Environnementale).
En 2021, l'exploitation fait la demande officielle de conversion en agriculture biologique pour l'intégralité du vignoble. Le premier millésime certifié bio sortira en 2023.

## Terroir
Le sol de La Tour Blanche est graveleux, permettant un excellent drainage en surface. Le sous-sol est composé d'une alternance de couches calcaire et argile. Cela permet un très bon drainage en sous-sol. Le drainage des sols sur l'appellation sauternes est très important car il permet d'éliminer un maximum d'humidité au pied des ceps de vignes. Cela permet de réduire l'apparition de la pourriture grise.

## Rendement
Le rendement est, en moyenne sur les dix dernières années, entre 12 et 15 hl/ha et certaines années, si la qualité n'est pas jugée suffisante, les bouteilles ne sont pas commercialisées. C'est le cas, par exemple, des millésimes 1992, 1993 et 2000. En 2008, la propriété ne fait que 3 hl/ha à la suite d'une gelée importante au mois d'avril.
À l'automne, il y a une alternance entre des brumes matinales humides et des après-midis ensoleillés. Cette alternance permet l'apparition de la pourriture noble. Celle-ci va concentrer le sucre dans les baies et permettre d'obtenir des moûts jusqu'à 25° d'alcool potentiel (entre 350 et 450 grammes de sucre par litre). L'alcool potentiel permet de distinguer les moûts les plus qualitatifs destinés à la production du château La Tour Blanche, tandis que les moûts moins sucrés seront destinés à l'élaboration du second vin.

## Vins

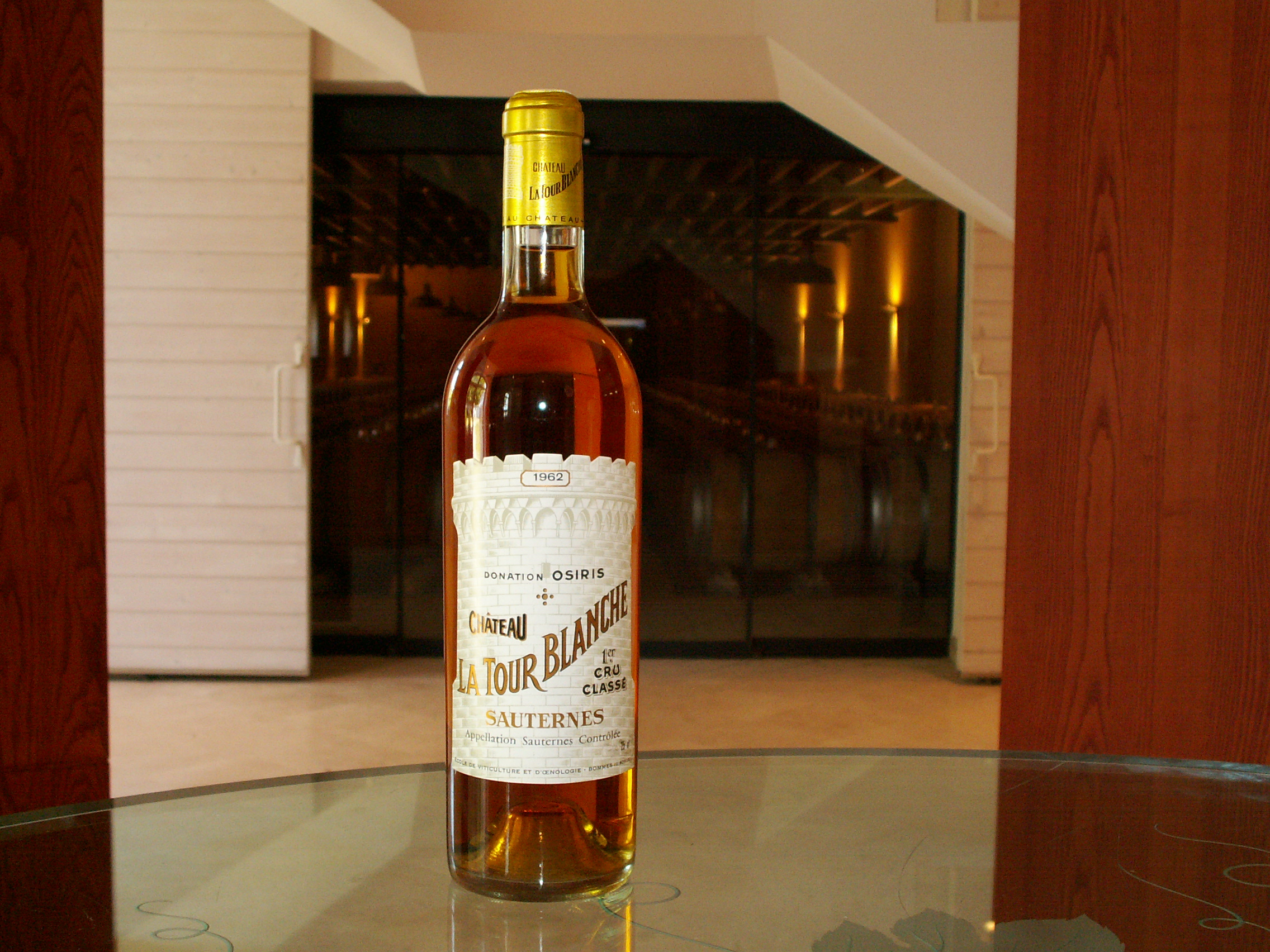
Bouteille de Tour Blanche millésime 1962

Le château La Tour Blanche produit deux vins liquoreux :
- La Tour Blanche, 1er cru classé de Sauternes en 1855. Le premier vin est produit à partir des trois cépages traditionnels de l'appellation : 80 % sémillon, 15 % sauvignon blanc et 5 % de muscadelle. Seul le sémillon passe son élevage dans les barriques en chêne français durant 14 à 18 mois ;
- le second vin est nommé Charmilles de Tour Blanche, AOC Sauternes. Ce vin est produit à partir des mêmes proportions que le premier vin, mais les trois cépages sont élevés en cuves inox dans l'objectif de faire un vin frais et fruité.

La propriété produit également trois autres vins :
- un blanc sec, AOC bordeaux, nommé Les Jardins de Thinoy, 100 % sauvignon blanc ;
- un rouge, AOC bordeaux, nommé cru du Cinquet, constitué de merlot et de malbec ;
- un rosé, classé vin de Table, est nommé Horus.